# Le Voyage de Tchong-Li
Le Voyage de Tchong-Li est une pièce de théâtre de Sacha Guitry en trois tableaux créée au Théâtre de la Madeleine en 1932.

## Distribution
| Acteurs et actrices ayant créé les rôles |                  |
| Personnage                               | Interprète       |
| Tchong-Li                                | Sacha Guitry     |
| Mai-Mai J’en                             | Robert Casa      |
| Houan                                    | Roger Gaillard   |
| Tong-ta                                  | Émile Roques     |
| Chouang                                  | Richard Francœur |
| Ting-Tao                                 | Louis Kerly      |
| Pao-Ming                                 | Georges Lemaire  |
| Sou                                      | Paul Dufreny     |
| Niao, femme de Tchong-Li                 | Yvonne Printemps |
| Lao, mère de Niao                        | Pauline Carton   |
| Kie-Ou                                   | Marie Francey    |